# Ворм-Спрінгс (Каліфорнія)
Ворм-Спрінгс (англ. Warm Springs) — переписна місцевість (CDP) в США, в окрузі Ріверсайд штату Каліфорнія. Населення — 1586 осіб (2020).

## Географія
Ворм-Спрінгс розташований за координатами 33°42′10″ пн. ш. 117°19′57″ зх. д. / 33.70278° пн. ш. 117.33250° зх. д. (33.702681, -117.332566).  За даними Бюро перепису населення США в 2010 році переписна місцевість мала площу 5,25 км², уся площа — суходіл. В 2017 році площа становила 3,87 км², уся площа — суходіл.

## Демографія
Згідно з переписом 2010 року, у переписній місцевості мешкало 2676 осіб у 902 домогосподарствах у складі 628 родин. Густота населення становила 510 осіб/км².  Було 1014 помешкання (193/км²).
Расовий склад населення:
| - 62,5 % — білих - 4,4 % — чорних або афроамериканців - 3,8 % — азіатів - 0,9 % — корінних американців - 0,5 % — вихідців з тихоокеанських островів - 22,6 % — осіб інших рас |

До двох чи більше рас належало 5,2 %. Частка іспаномовних становила 46,0 % від усіх жителів.
За віковим діапазоном населення розподілялося таким чином: 26,1 % — особи молодші 18 років, 64,7 % — особи у віці 18—64 років, 9,2 % — особи у віці 65 років та старші. Медіана віку мешканця становила 31,1 року. На 100 осіб жіночої статі у переписній місцевості припадало 103,7 чоловіків;  на 100 жінок у віці від 18 років та старших — 105,4 чоловіків також старших 18 років.
Середній дохід на одне домашнє господарство  становив 77 455 доларів США (медіана — 75 025), а середній дохід на одну сім'ю — 78 485 доларів (медіана — 72 191). За межею бідності перебувало 7,5 % осіб, у тому числі 3,7 % дітей у віці до 18 років та 30,3 % осіб у віці 65 років та старших.
Цивільне працевлаштоване населення становило 1248 осіб. Основні галузі зайнятості: освіта, охорона здоров'я та соціальна допомога — 22,9 %, мистецтво, розваги та відпочинок — 18,2 %, оптова торгівля — 15,3 %.